# Kvitka, Bar
Kvitka (în ucraineană Квітка) este un sat în comuna Luka-Barska din raionul Bar, regiunea Vinnița, Ucraina.

## Demografie
Componența lingvistică a localității Kvitka
     Ucraineană (98,73%)
     Rusă (1,27%)
Conform recensământului din 2001, majoritatea populației localității Kvitka era vorbitoare de ucraineană (98,73%), existând în minoritate și vorbitori de rusă (1,27%).